# Entoloma excentricum
Entoloma excentricum (Giacomo Bresadola, 1881) din încrengătura Basidiomycota, în familia Entolomataceae și de genul Entoloma este o specie de ciuperci necomestibile rară și saprofită. Un nume popular nu este cunoscut. Bureții trăiesc în România, Basarabia și Bucovina de Nord în grupuri mici, în parcuri, la margini de pădure și de drumuri pe sol ierbos. Apar de la câmpie la munte din (iunie) până în octombrie (noiembrie).

## Taxonomie

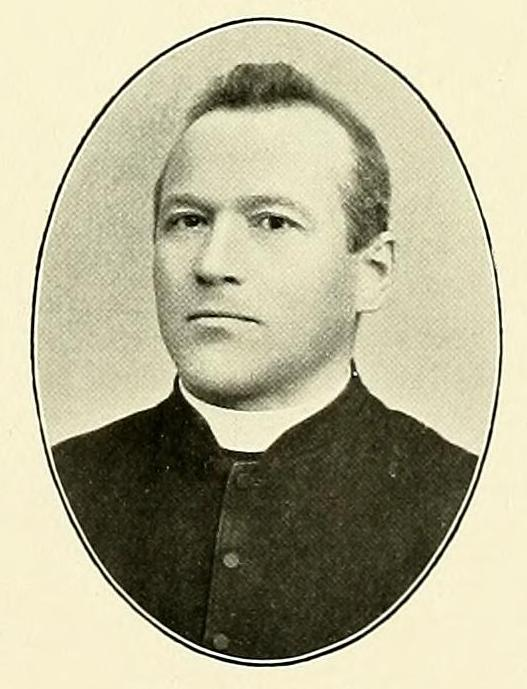
Giacomo Bresadola

Numele binomial a fost determinat de renumitul micolog italian Giacomo Bresadola în volumul 1 al operei sale Fungi tridentini novi vel nondum delineati et iconibus illustrati din 1881. Acest taxon reprezintă și numele curent valabil (2021).
În 1953, micologii francezi Robert Kühner și Henri Romagnesi au transferat specia la genul Rhodophyllus sub păstrarea epitetului, de verificat în cartea lor  Flore analytique des champignons supérieurs (agarics, bolets, chanterelles) comprenant les espèces de l'europe occidentale et centrale ainsi que la plupart de celles de l'Algérie et du Maroc. Dar această încercare de redenumire este acceptată doar sinonim.
În 1982, micologii Machiel Evert Noordeloos & Gerhard Wölfel au creat variația Entoloma excentricum var. porphyrocephalum, de urmărit în volumul 1 al jurnalului științific International Journal of Mycology and Lichenology, dar apoi, Noordeloos, împreună cu  colegii săi Tor Erik Brandrud și Bálint Dima, a propagat ciuperca drept specie independentă sub denumirea Entoloma porphyrocephalum. Acest taxon este deja acceptat de comitetul de nomenclatură Mycobank și va fi probabil preluat în viitor pe scară largă. Alte sinonime pentru acest soi nu sunt cunoscute.
Epitetul specific este derivat din cuvântul latin (latină excentricus= descentrat, excentric, pe dinafara punctului central), datorită poziției piciorului în legătură cu pălăria.

## Descriere

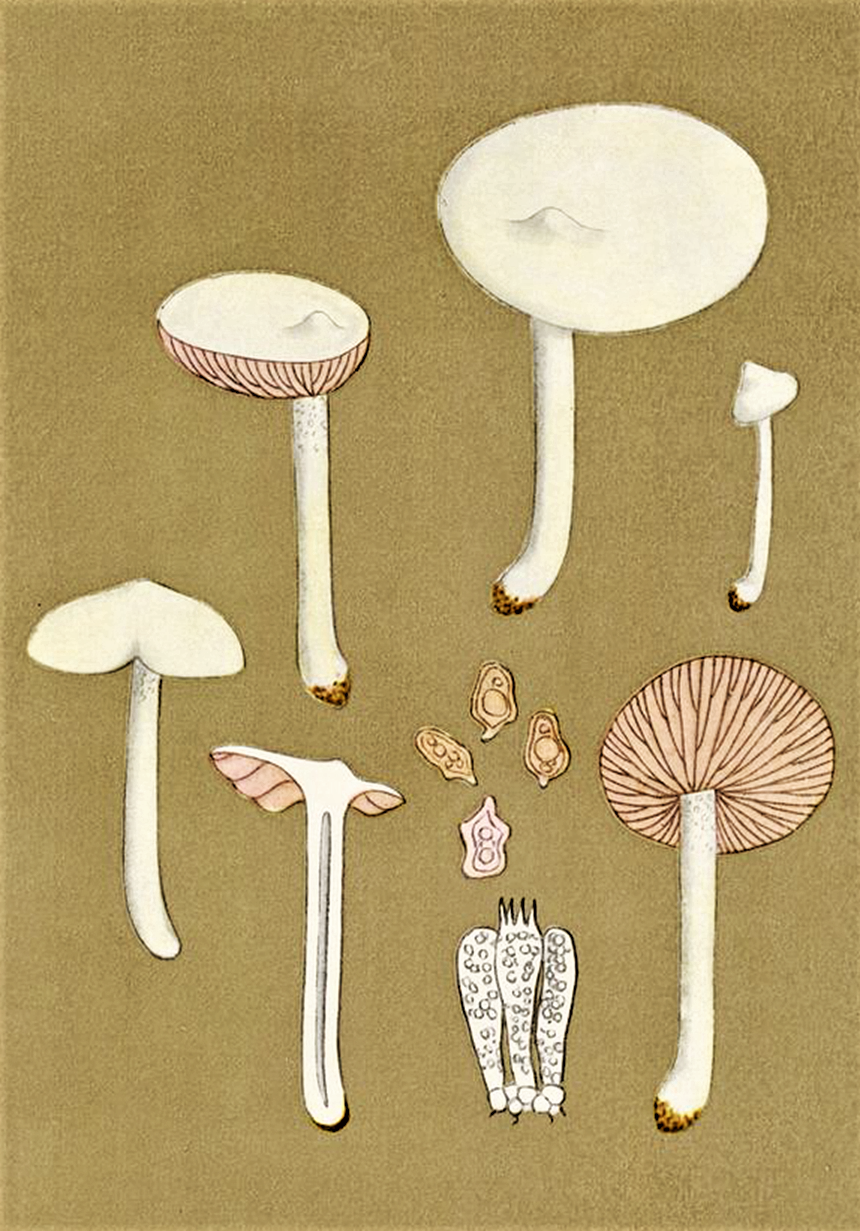
Bres.: Entoloma excentricum

- Pălăria: subțire, nu higrofană și fragilă cu un diametru de 2-6 (7) cm este arcuită convex, ori cu un gurgui mic și turtit, ori slab deprimată în centru, numai foarte rar aplatizată, inițial cu marginea nestriată răsfrântă în jos, apoi atârnând puțin peste lamele. Cuticula care nu se estompează este uscată și mat vernisată până mătăsoasă, uneori brumată albicios, coloritul variind între gri, plumburiu, gălbui ca pielea de porc, ocazional cu nuanțe brun-porfirii precum cu pete apoase ordonate concentric de până la 3 mm diametru.
- Lamelele: cu o înălțime de 2-3 mm sunt late și îndepărtate, bifurcate și foarte scurt intercalate la margine, mai întâi drepte, apoi ceva bombate, aderate la picior sau slab decurente cu un dinte, coloritul fiind mai întâi albicios, apoi crem și în sfârșit carneu deschis. Muchiile puțin zimțate, pentru mult timp de aceiași culoare devin la bătrânețe mai închise.
- Piciorul: fragil și fibros are o înălțime de 4-6 (8) cm și o grosime de 0,4-0,8 (1) cm, este cilindric sau, mai rar, puțin presat, atașat ușor excentric până la ocazional clar excentric de pălărie, îndoit, parțial ori ceva subțiat ori îngroșat la bază și tubular până gol pe dinăuntru. Coaja mată și slab crestată vag este spre sus ceva cleioasă, spre jos fin mătăsoasă până vernisată, coloritul fiind alb până crem, spre bază ușor galben-maroniu, miceliu bazal alb nefiind foarte pronunțat. Tulpina excentrică este un bun identificator și nu poartă un inel.
- Carnea: subțire cu o grosime maximală de 6 mm ce se îmbină perfect în carnea tulpinii este în pălărie fragilă și în picior fibroasă de a lungul, coloritul fiind în pălărie alb, dar până la mijloc gri umed și în picior crem. Mirosul, la început imperceptibil, devine cu vârsta slab făinos sia gustul este blând, dar plictisitor.[3][4]
- Caracteristici microscopice: are spori alungit rotunjori și clar colțuroși (5-7 colțuri) cu un apicul pronunțat și una sau mai multe picături uleioase în interior, măsurând 10,2-11,6-12,9 x 6,6-7,6-8,5 microni. Pulberea lor este roz. Basidiile de 30-55 x 10-13 microni cu 4 sterigme fiecare cu fibule bazale sunt clavate. Cheilocistidele (elemente sterile situate pe muchia lamelor) hialine cu pereți foarte subțiri, fusiforme, cu vârfuri extrase în formă de sulă sau cordon perlat, conțin odată bătrâne un conținut brun refractiv și măsoară 65-85 x 9-16 microni. Pleurocistidele (elemente sterile situate în himenul de pe fețele lamelor) fusiforme de 70-90 x 14-26 microni cu un plisc scurt sau vârfuri în formă de sulă sunt destul de numeroase. Pileocistidele (elemente sterile de pe suprafața pălăriei) sunt în tranziția către trichoderm cu numeroase celule terminale erecte sau ascendente, asemănătoare cistidelor. Trama constă din hife mai curând destul de înguste și lungi e 7-9 µm lățime. Pigmentația intracelulară este de un maroniu pal. Caulocistidele (cistide situate la suprafața piciorului) cu pereți subțiri care apar în smocuri, mai lungi și înguste decât Pleurocistidele au clar forma de sulă, la bătrânețe, de asemenea, cu un conținut brun refractiv. Cleme sunt permanent prezente, în cuticulă mai rare.[11][12]
- Reacții chimice: nu sunt cunoscute.[13]

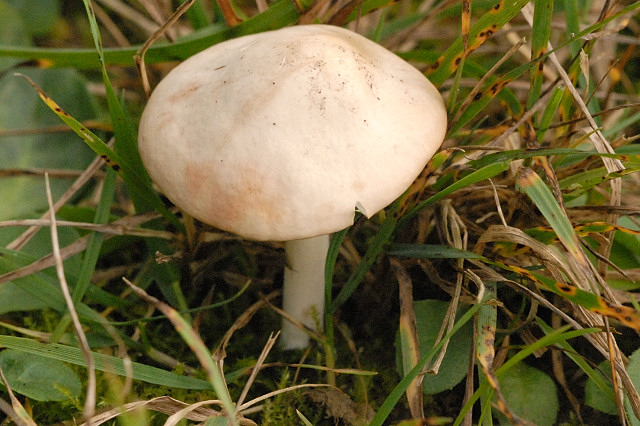
E. excentricum, pălărie și picior
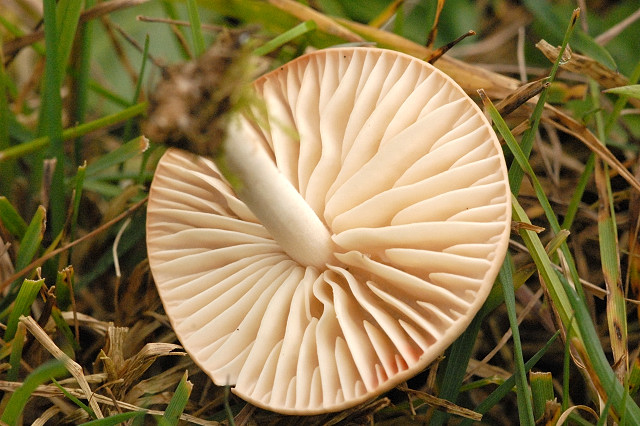
E. excentricum mai tânăr, lamele și picior

## Confuzii
Buretele poate fi confundat cu specii comestibile și toxice ale aceluiași gen, cum sunt între altele: Entoloma conferendum sin. Entoloma staurosporus (probabil toxic), Entoloma griseocyaneum (necomestibil), Entoloma hiemale (necomestibil), Entoloma jubatum (necomestibil), Entoloma mougeotii (necomestibil), Entoloma rhodopolium (otrăvitor), Entoloma sepium (comestibil, crește sub porumbar), Entoloma sericellum (necomestibil, fără valoare culinară), Entoloma sericeum (otrăvitor) Entoloma sordidulum (otrăvitor), sau Entoloma undatum (necomestibil), dar și cu bureți a altelor genuri. Foarte periculoasă este confuzia cu speciile ale genului Inocybe, toate fiind grav toxice până letale, cum ar fi: Inocybe cookei, Inocybe erubescens sin. Inocybe patouillardi (letal), Inocybe grammata (otrăvitor), Inocybe napipes (otrăvitor, carnea tăiată devine ușor maronie, crește mai târziu), Inocybe rimosa sin. Inocybe perlata, Inocybe splendens (foarte otrăvitor), Inocybe squamata (foarte otrăvitor) sau Inocybe umbratica.

## Specii asemănătoare în imagini

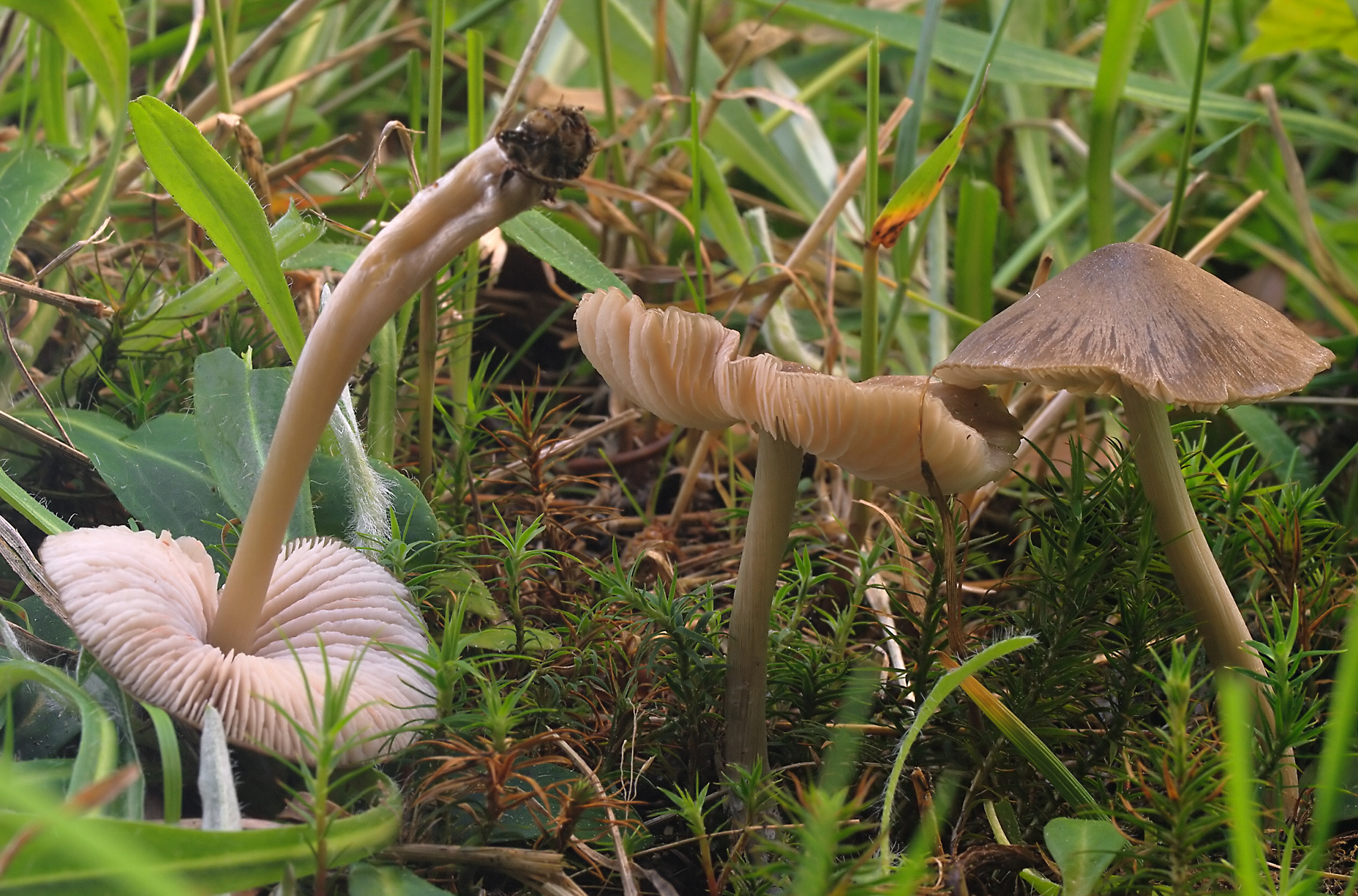
!!Entoloma conferendum!!
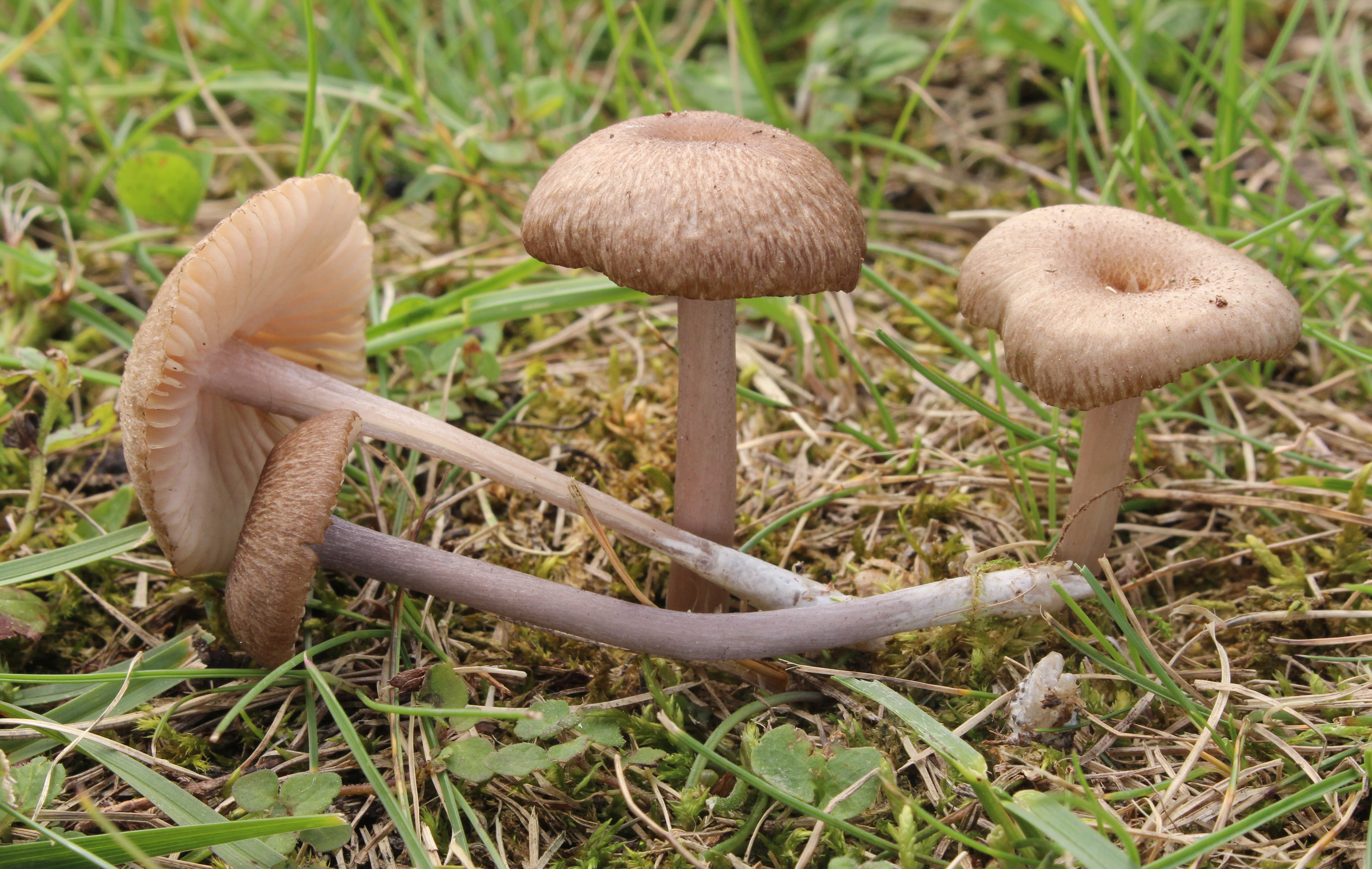
!Entoloma griseocyaneum!
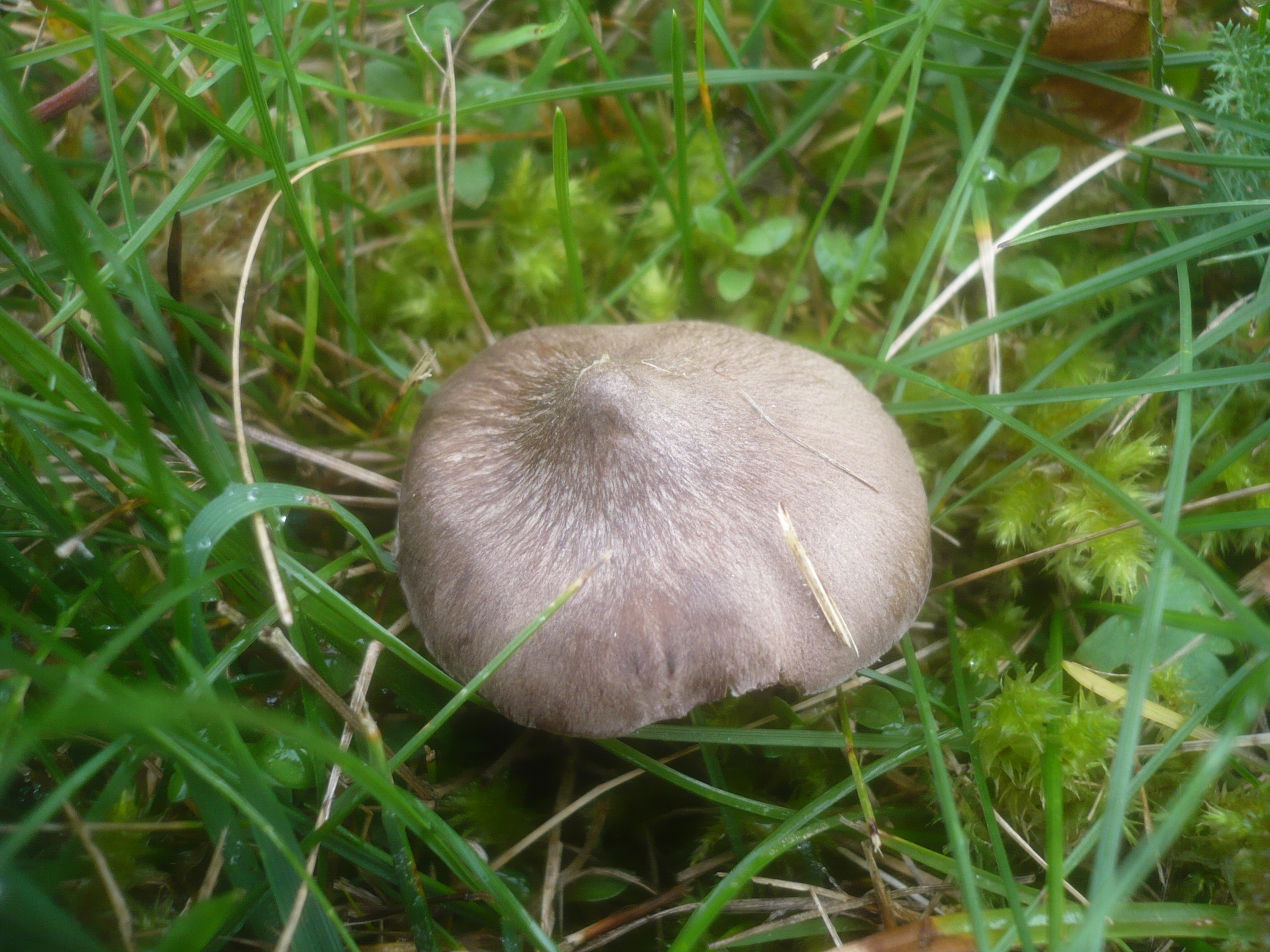
!Entoloma jubatum!
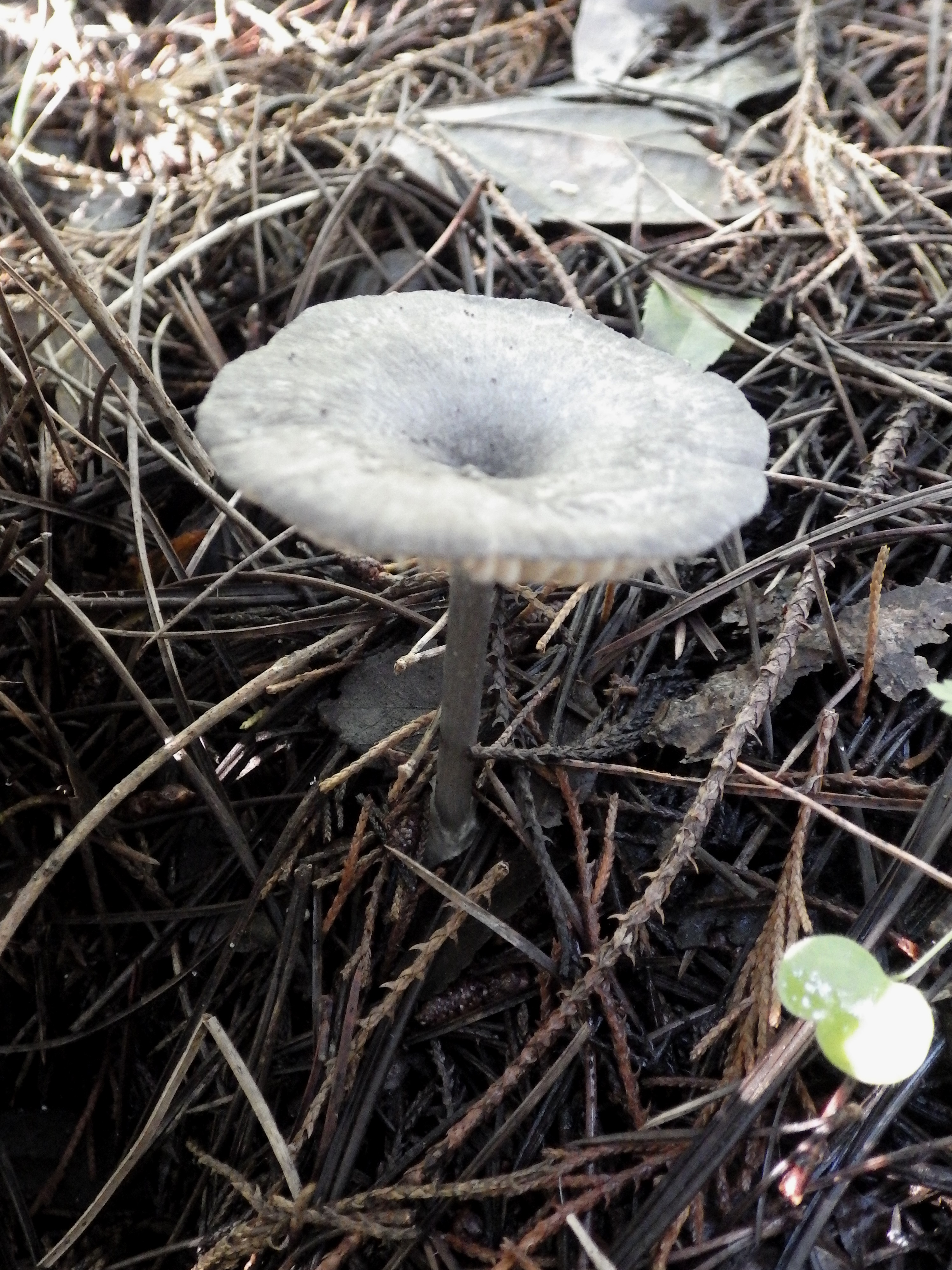
!Entoloma mougeotii!
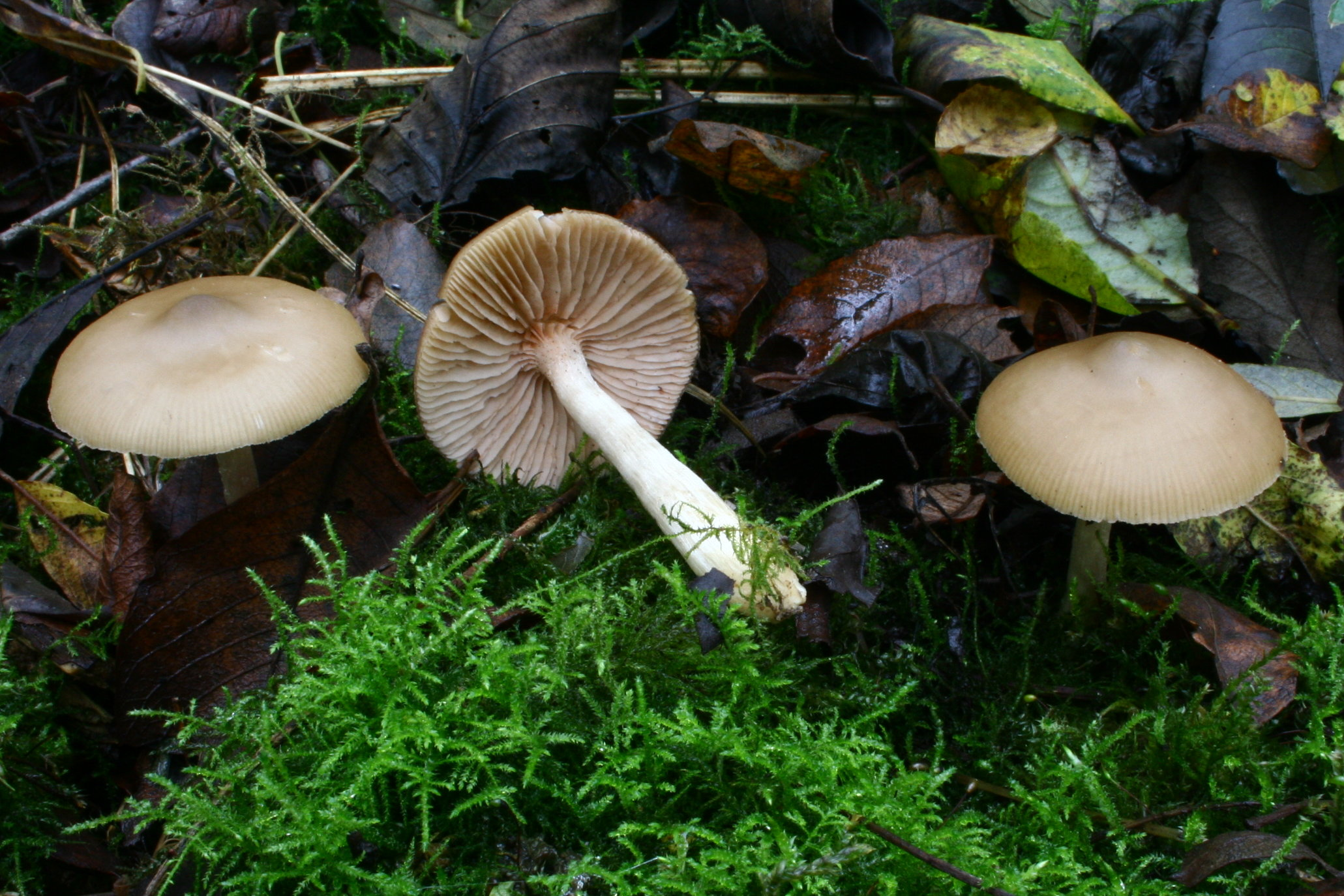
Entoloma rhodopolium
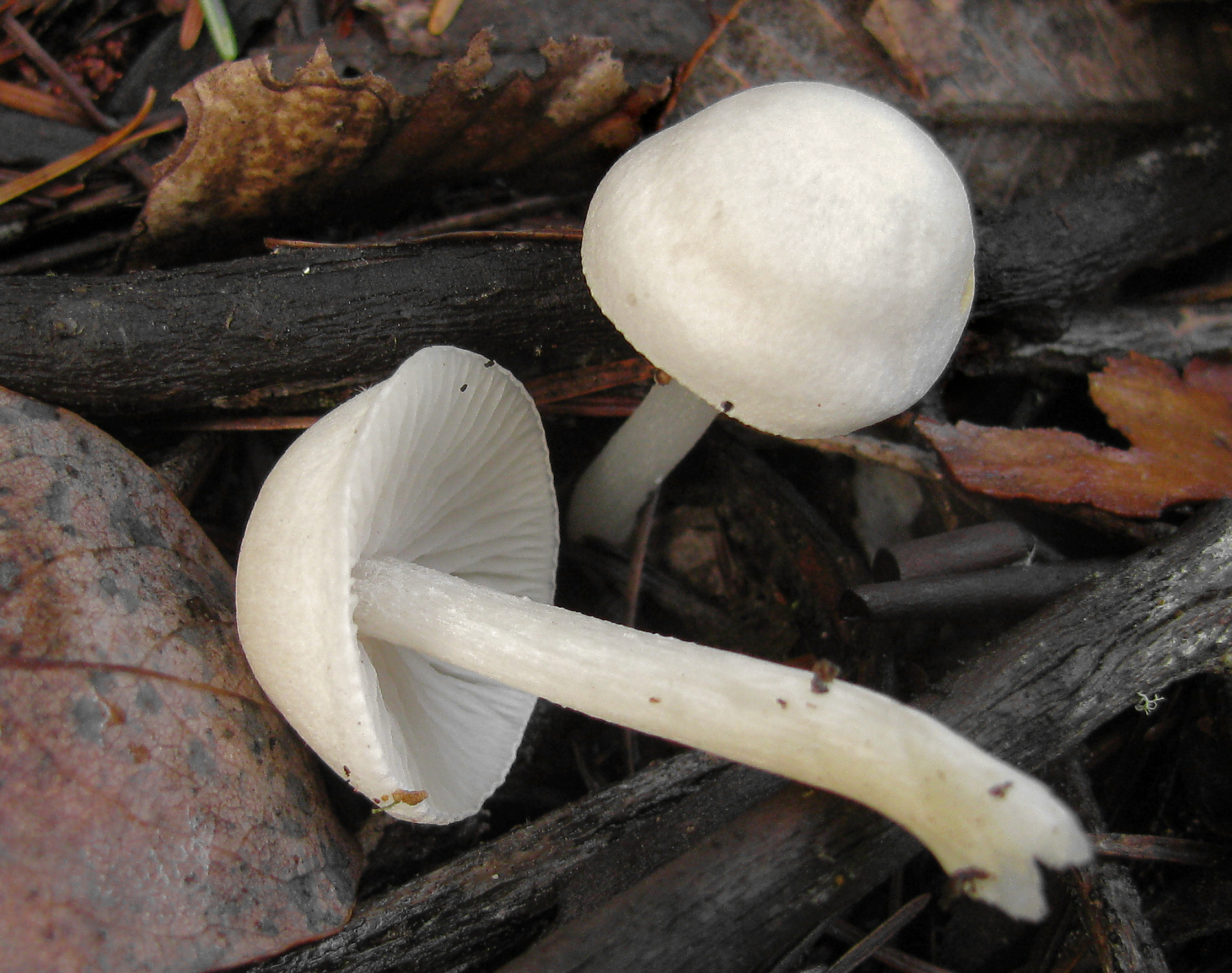
!Entoloma sericellum!
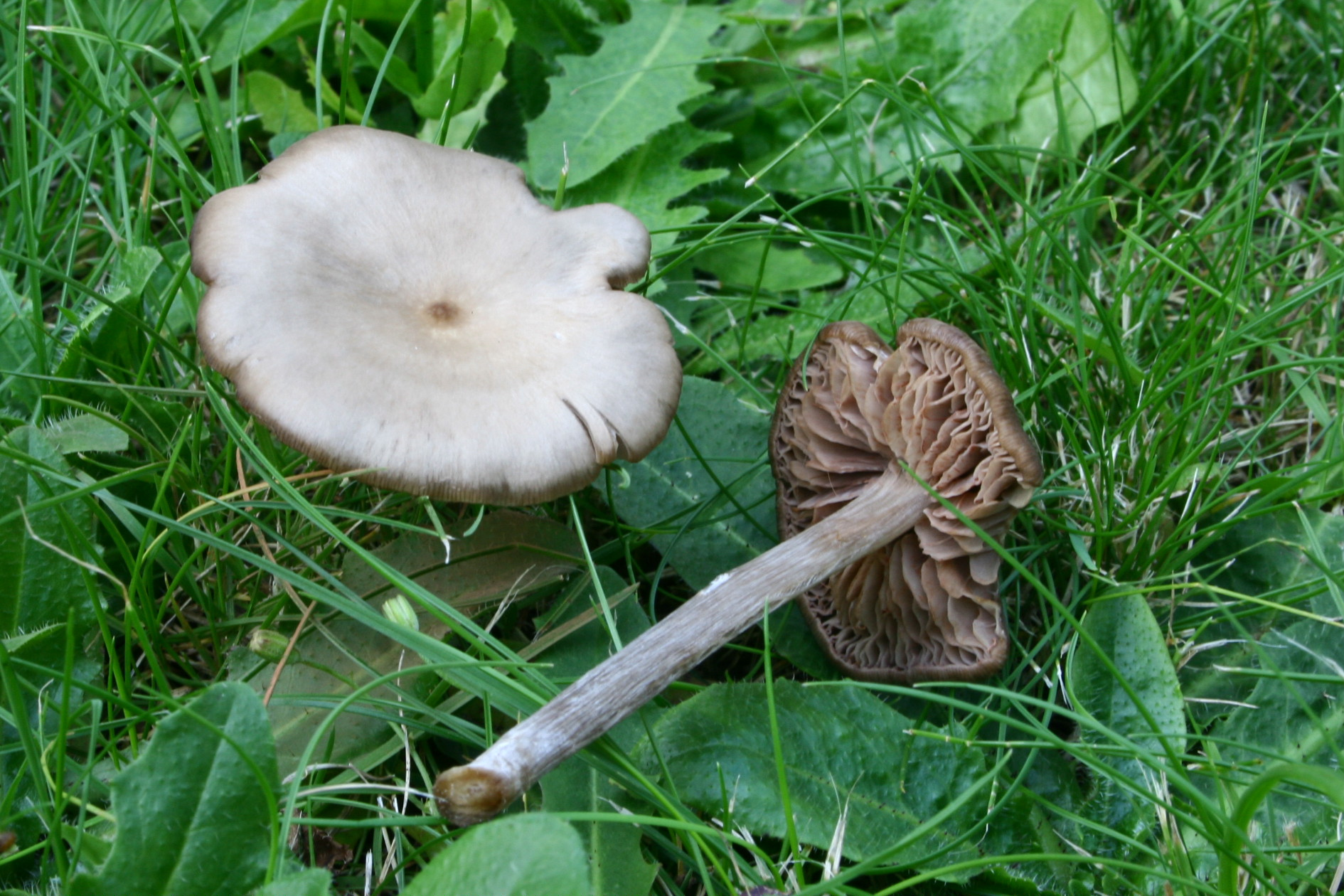
!!Entoloma sericeum!!
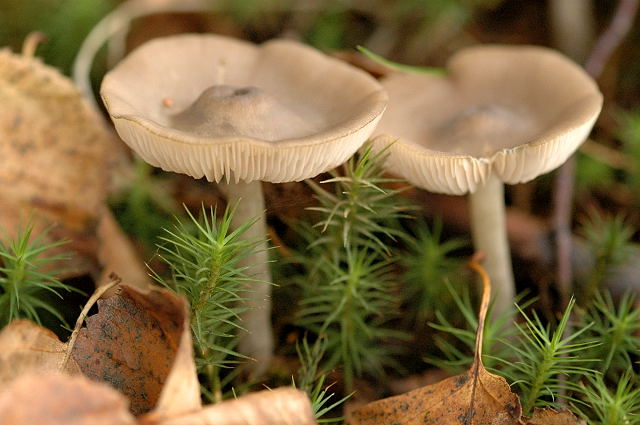
!!Entoloma sordidulum!!
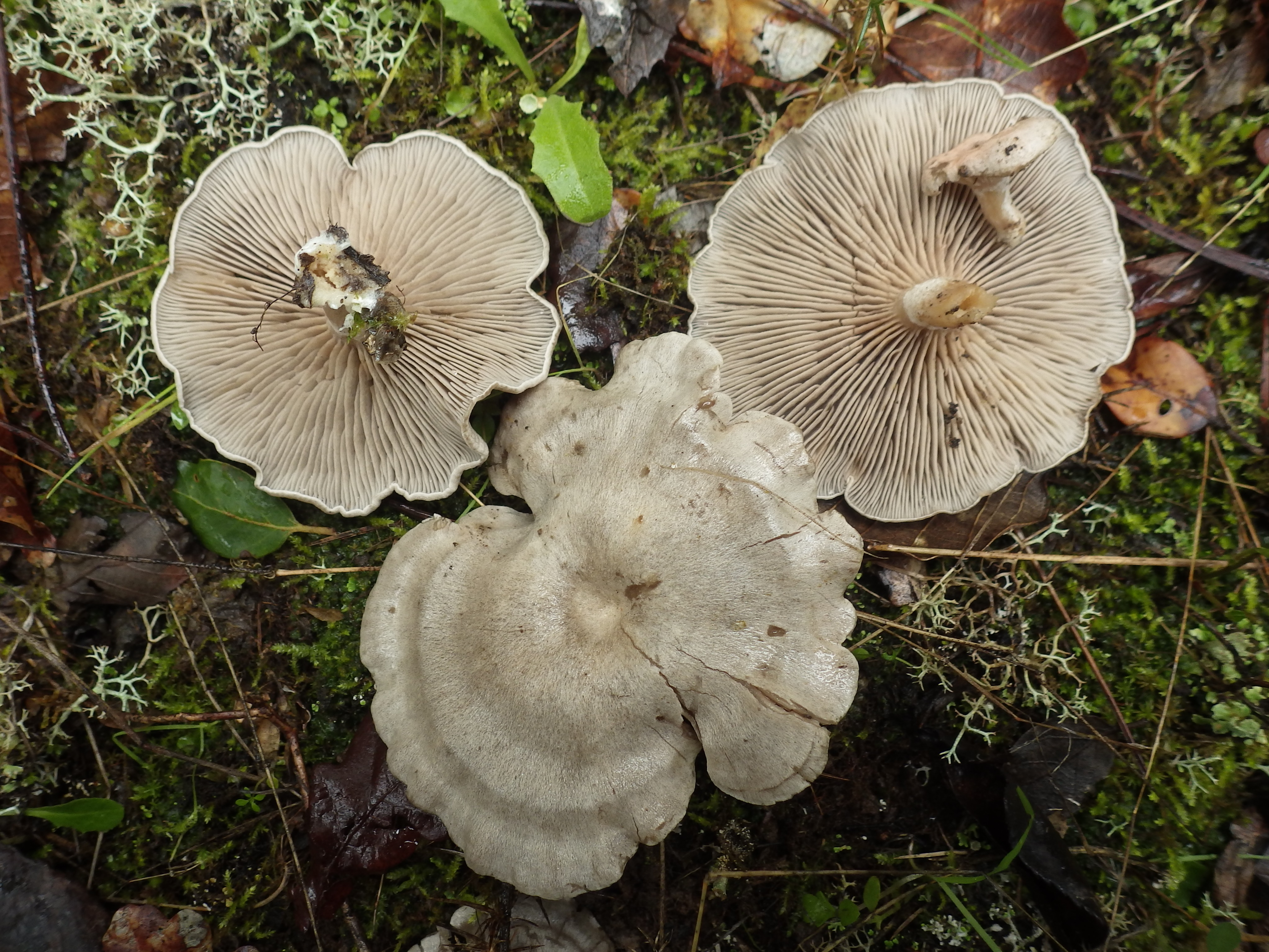
!Entoloma undatum!

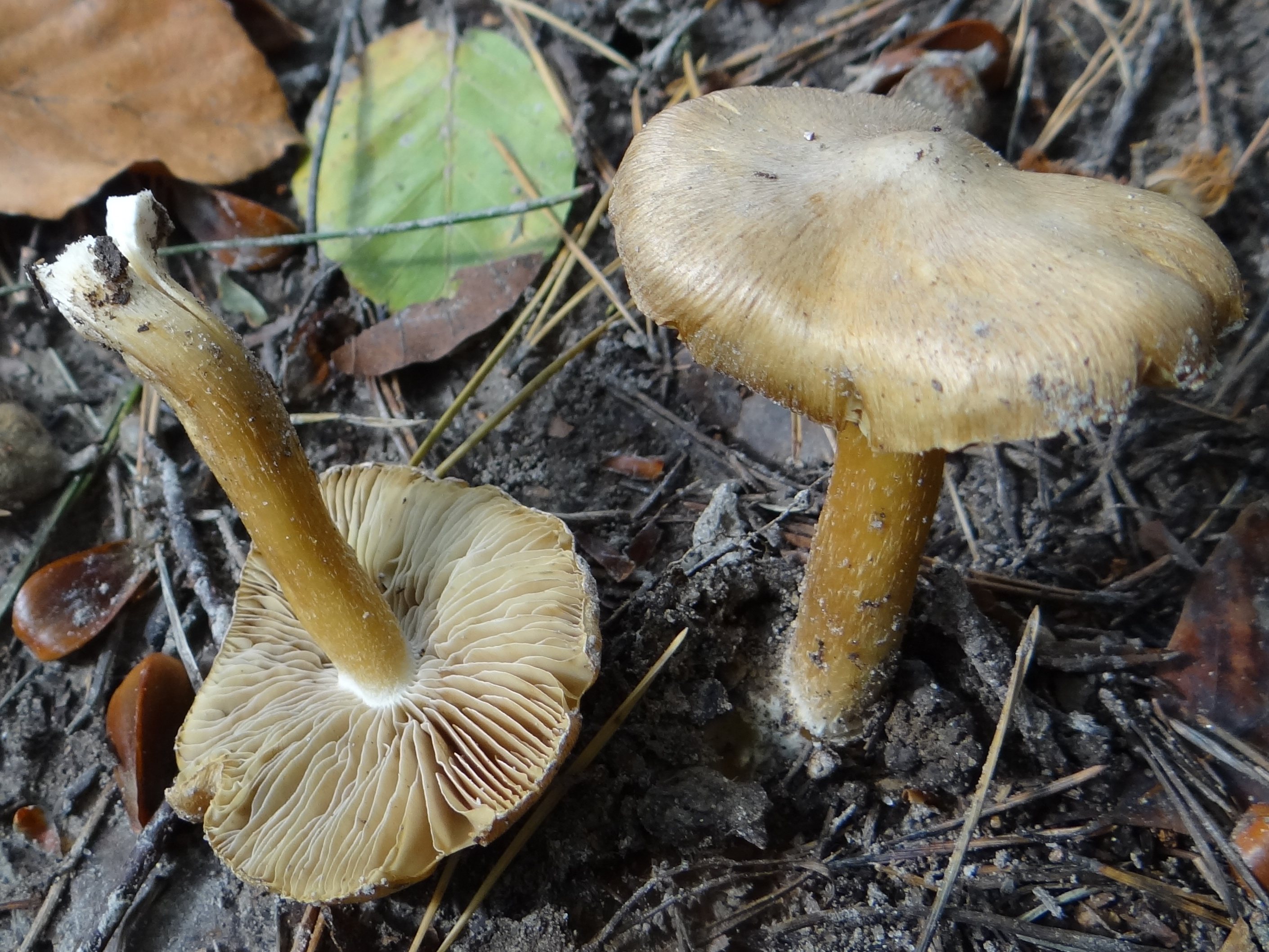
!!Inocybe cookei!!
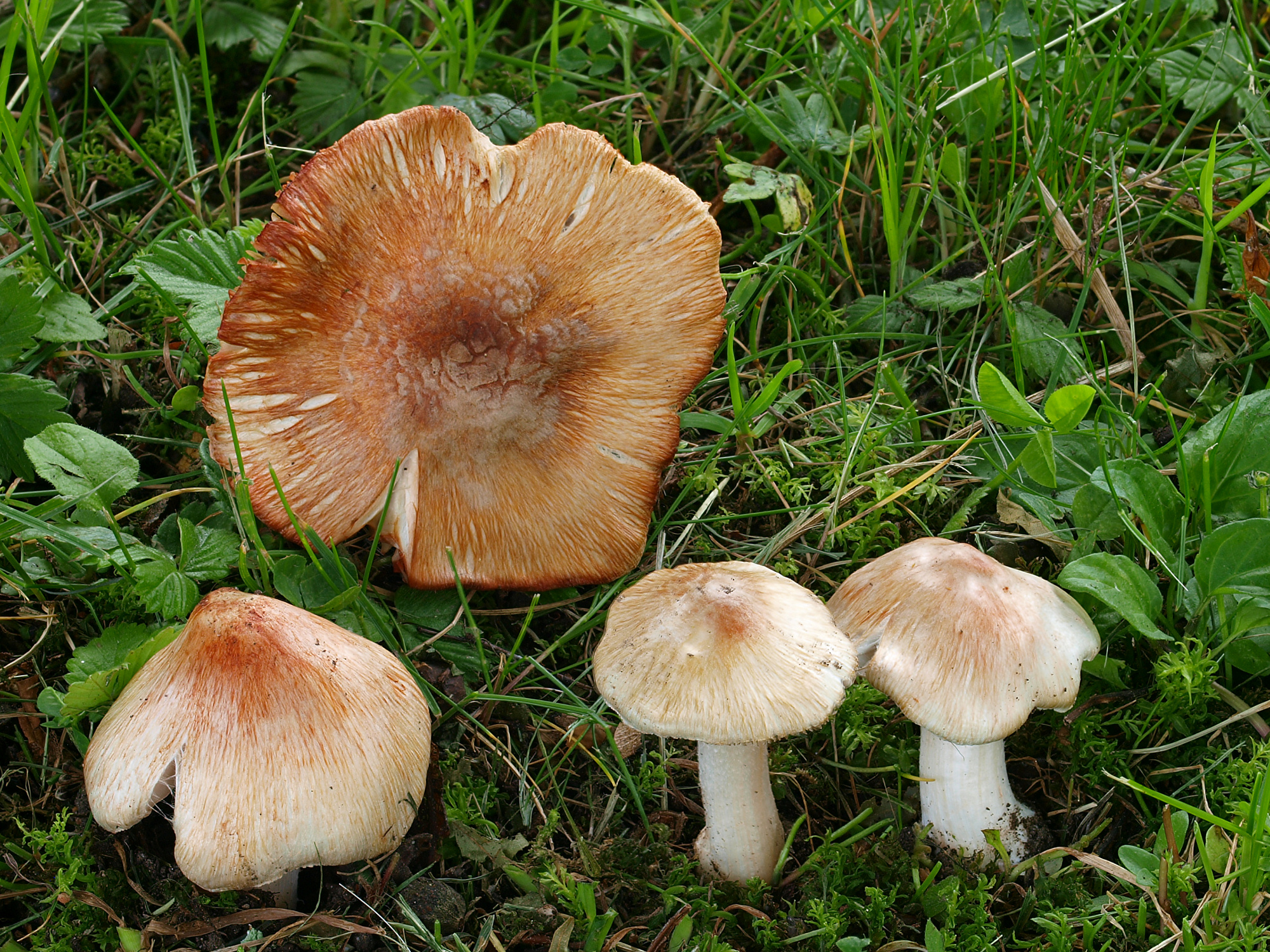
!!!Inocybe erubescens!!!
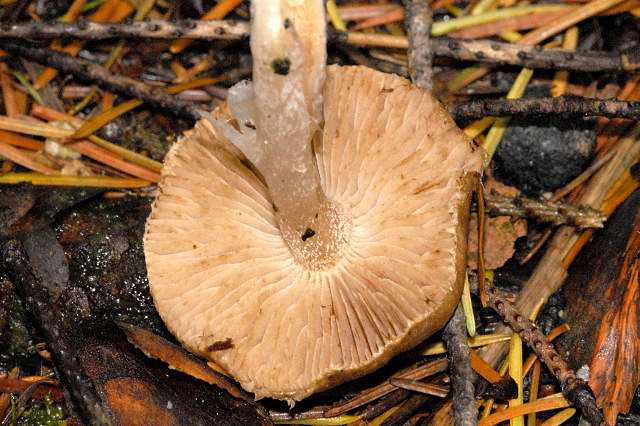
!!Inocybe.grammata!!
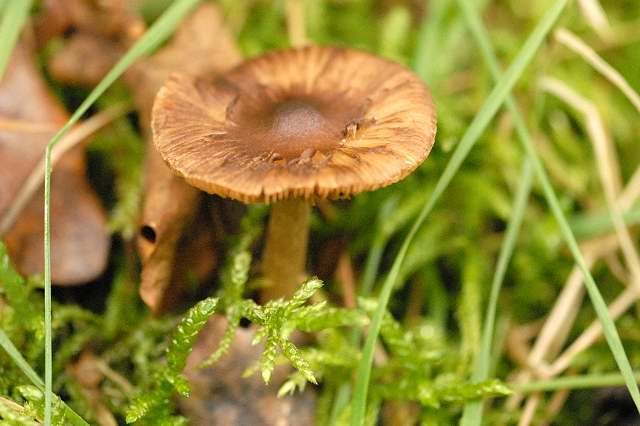
!!Inocybe.napipes!!
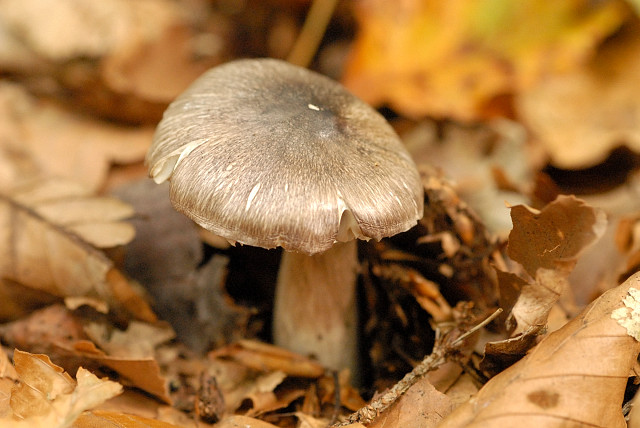
!!Inocybe.splendens!!
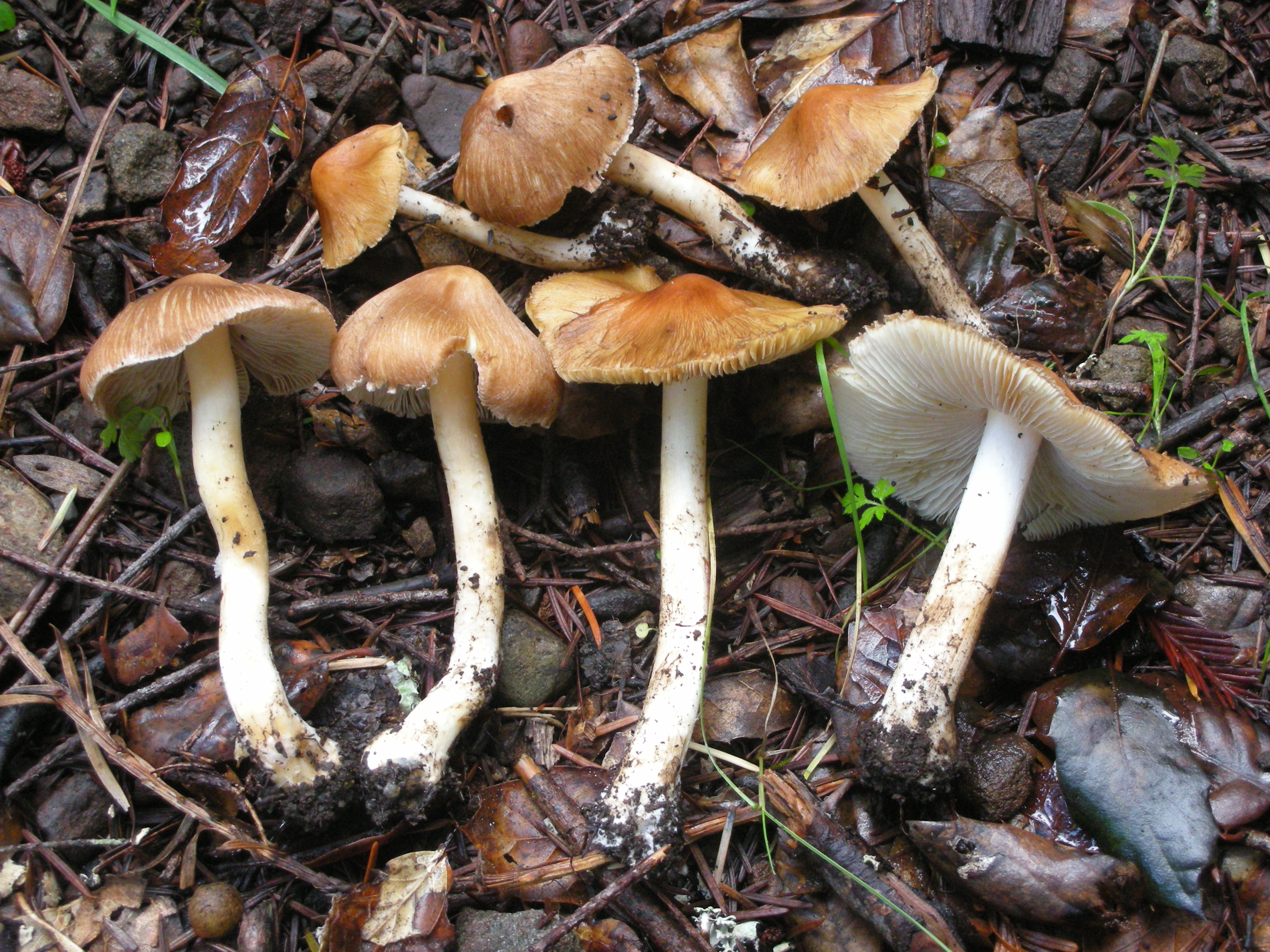
!!! Inocybe rimosa sin. perlata !!!
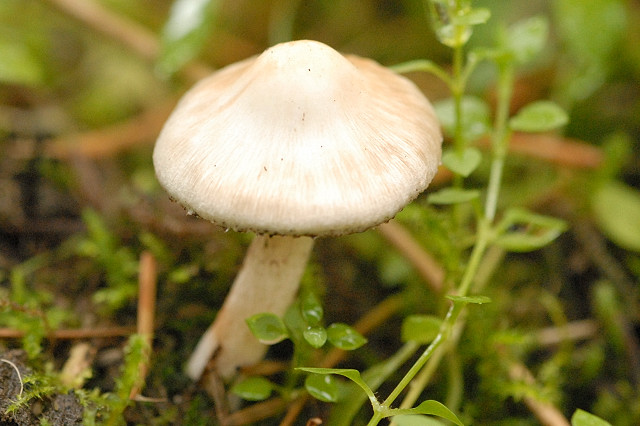
!! Inocybe.umbratica!!
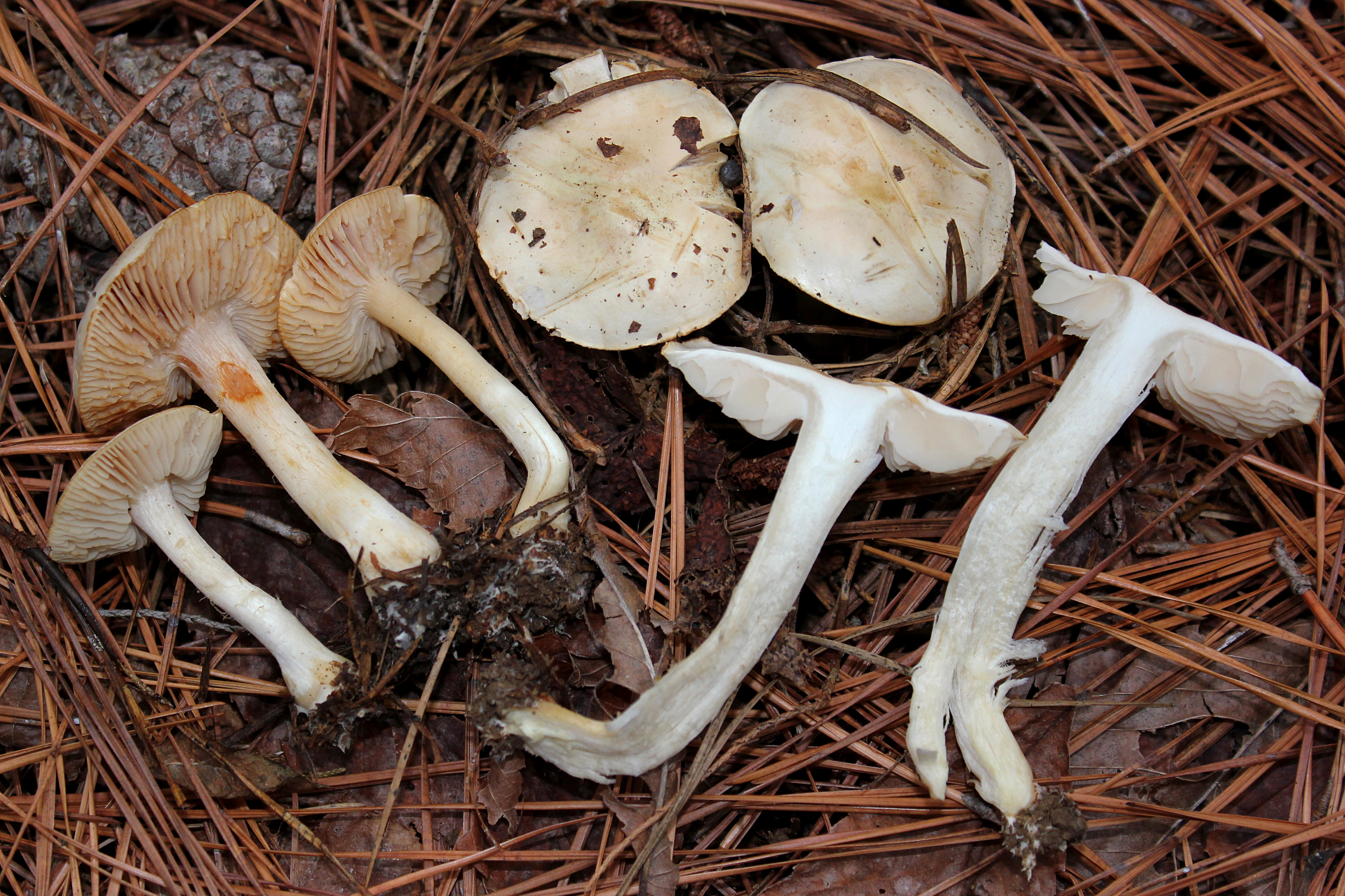
!Tricholoma inamoenum!

## Valorificare
Ciuperca nu este otrăvitoare, dar din cauza calității a cărnii precum al gustului nesemnificativ, nu este în nici un caz potrivită pentru bucătărie. Mai departe, specia, fiind rară, ar trebui să fie cruțată și lăsată la loc. 